# Francis Marion Martin

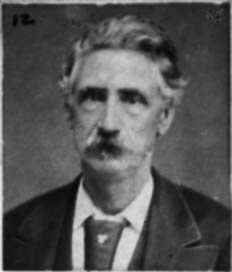
Francis Marion Martin

Francis Marion Martin (* 1. April 1830 im Livingston County, Kentucky; † 11. Juni 1903 im Navarro County, Texas) war ein US-amerikanischer Politiker. Zwischen 1883 und 1885 war er Vizegouverneur des Bundesstaates Texas.

## Werdegang
Francis Martin wurde nach dem frühen Tod seiner Eltern im Jahr 1838 Vollwaise. Er wurde von einem Mann namens W. N. Hodge  erzogen, dessen Tochter er später heiratete. Martin erhielt nur ein Jahr lang eine Grundschulausbildung. Sein Geld verdiente er als Maat auf Schiffen auf dem Ohio und Mississippi River, als Ladenangestellter und als Händler. Seit 1853 lebte er in Texas. Im dortigen Navarro County arbeitete er als Farmer und Viehzüchter. Dabei erwarb er größere Ländereien, die ungefähr 1500 Acres umfassten.
Politisch schloss sich Martin der Demokratischen Partei an. 1859 wurde er in den Senat von Texas gewählt. Dabei war er ein Anhänger von Sam Houston, der damals als Unabhängiger zum Gouverneur gewählt wurde. Im Jahr 1861 sprach sich Martin gegen die Abspaltung seines Staates von der Union aus. Trotzdem nahm er dann bis 1862 als Hauptmann im Heer der Konföderation am Bürgerkrieg teil. Bis 1875 zog er sich aus der Politik zurück. In jenem Jahr nahm er als Delegierter an einem Verfassungskonvent seines Staates teil. Zwischen 1878 und 1882 saß er erneut im Staatssenat.
1882 wurde Martin an der Seite von John Ireland zum Vizegouverneur von Texas gewählt. Dieses Amt bekleidete er zwischen 1883 und 1885. Dabei war er Stellvertreter des Gouverneurs und Vorsitzender des Staatssenats. Im Jahr 1886 strebte er erfolglos die Nominierung seiner Partei für die Gouverneurswahlen an. Er war ein Anhänger der Prohibition und wurde daher von der Prohibition Party 1888 als deren Gouverneurskandidat nominiert. Allerdings unterlag er dem Demokraten Lawrence Sullivan Ross. In den Jahren 1892 und 1894 war Martin erfolgloser Kandidat der Populist Party für das Amt des Vizegouverneurs. Danach zog er sich aus gesundheitlichen Gründen aus der Politik zurück.  Er starb am 11. Juni 1903.